# Chemours
Chemours ist ein US-amerikanischer Chemiekonzern, der Mitte 2015 von DuPont abgespalten wurde. Er umfasst DuPonts Titandioxid-, Kältemittel- (FKW), Fluorpolymer- (PFPE, PTFE), Schwefelsäure- und Cyanidgeschäft.

## Geschichte
Die Gründung von Chemours folgte auf die Entscheidung von E I du Pont de Nemours and Co. (DuPont), seine Sparte für Leistungschemikalien auszugliedern. Am 5. Juni 2015 gab DuPont bekannt, dass der Vorstand die endgültige Genehmigung für die Abspaltung erteilt hatte. Aktionäre von DuPont erhielten für je fünf gehaltene Aktien eine Aktie der Chemours Company, wobei die Verteilung der Aktien am 1. Juli 2015 abgeschlossen wurde.
Chemours litt von Anfang an am fallenden Preis für das Hauptprodukt Titandioxid. Daher verkaufte das Unternehmen im Jahr 2016 Unternehmensteile im Wert von 700 Mio. US-Dollar und schloss die Chloralkali-Elektrolyseanlage in Niagara Falls (NY). Ende 2015 wurde der Verkauf einer Anilin-Anlage in Beaumont (Texas) an Dow Chemical bekanntgegeben. Chemours behält nur noch ein Anilin-Werk in Pascagoula (Mississippi). 2016 wurde das Geschäft mit Reinigungs- und Desinfektionsmitteln an Lanxess und die Geschäftseinheit Schwefelchemikalien an Veolia North America verkauft.

### Titandioxid
Chemours produziert Titandioxid – ausschließlich nach dem Chloridverfahren – in den Werken New Johnsonville, Tennessee (), DeLisle, Mississippi (), Altamira, Mexiko () und Kuan Yin, Taiwan. Die ersten drei sind dabei die größten der Welt. In einem Tagebau bei Starke (Florida) werden Zirkon und Staurolith als Rohstoff abgebaut.

### Kältemittel
- R-1336mzz[12]
- R-1234yf (Opteon YF)[13]

## Kritik

### Umweltverschmutzung

#### USA
Im Januar 2021 erzielten DuPont de Nemours, Corteva und Chemours eine Einigung zur Beilegung einer Sammelklage bezüglich Fällen von Gesundheitsschäden im Rahmen der Gerichtsverfahren in Ohio, die mit PFOA-Verunreinigung im Trinkwasser verbunden waren. Die Gesamtsumme der Einigung belief sich auf 83 Millionen US-Dollar, wobei DuPont und Corteva jeweils 27 Millionen US-Dollar und Chemours 29 Millionen US-Dollar beitrugen. Darüber hinaus verpflichteten sich DuPont de Nemours, Corteva und Chemours gemeinsam zur Zahlung von 4 Mrd. USD, um die Haftung für die frühere Verwendung von PFOA und anderen per- und polyfluoralkylierten Stoffen (PFAS) zu decken. Die Vereinbarung stellt eine Aktualisierung früherer Vereinbarungen dar, in denen geregelt wurde, wie die Unternehmen die Haftung im Zusammenhang mit PFAS-Ansprüchen aufteilen würden, nachdem das Unternehmen, das früher als E. I. du Pont de Nemours and Company bekannt war, vor kurzem in das Trio der börsennotierten Unternehmen aufgeteilt wurde.
Diese Einigung ergänzt die bereits 2017 im Rahmen der Ohio MDL für 670,1 Millionen US-Dollar beigelegten rund 3500 Personenschadensfälle. Robert Bilott hat damit insgesamt über 753 Millionen US-Dollar an Schadensersatzzahlungen für die betroffenen Personen zugesprochen bekommen.

#### Europa
Am niederländischen Produktionsort Dordrecht wurde von Chemours (früher DuPont de Nemours) seit 1984
unter anderem Perfluoroctansäure (PFOA) in den Fluss Merwede eingeleitet. 1993 maß DuPont de Nemours die PFAS-Konzentration im Grundwasser von Dordrecht und stellte fest, dass sie 75-mal höher war als die eigene Norm.
Experten der Internationalen Agentur für Krebsforschung (Teil der WHO), stuften den Stoff 2014 als möglicherweise und 2023 als sicher „krebserregend für Menschen“ ein.
Im September 2023 befand ein Rotterdamer Zivilgericht in einem ersten Urteil, Chemours sei für die Verseuchung durch PFAS haftbar.